# Zieleniec Mały
Zieleniec Mały (niem. Klein Radzienen, w latach 1938–1945 Kleinhügelwalde) – wieś w Polsce położona w województwie warmińsko-mazurskim, w powiecie szczycieńskim, w gminie Wielbark.
W latach 1975–1998 miejscowość należała administracyjnie do województwa olsztyńskiego.